# South Pittsburg
South Pittsburg is een plaats (city) in de Amerikaanse staat Tennessee, en valt bestuurlijk gezien onder Marion County.

## Demografie
Bij de volkstelling in 2000 werd het aantal inwoners vastgesteld op 3295.
In 2006 is het aantal inwoners door het United States Census Bureau geschat op 3133, een daling van 162 (-4,9%).

## Geografie
Volgens het United States Census Bureau beslaat de plaats een oppervlakte van
15,3 km², geheel bestaande uit land. South Pittsburg ligt op ongeveer 204 m boven zeeniveau.

## Plaatsen in de nabije omgeving
De onderstaande figuur toont nabijgelegen plaatsen in een straal van 12 km rond South Pittsburg.

## Geboren
- Jobyna Ralston (1899-1967), actrice